# Луценко Олександр Устимович
Луценко Олександр Устимович (20 березня (2 квітня) 1911, Єлисаветград — 24 лютого 2001, Одеса) — український актор. Народний артист України (1971).

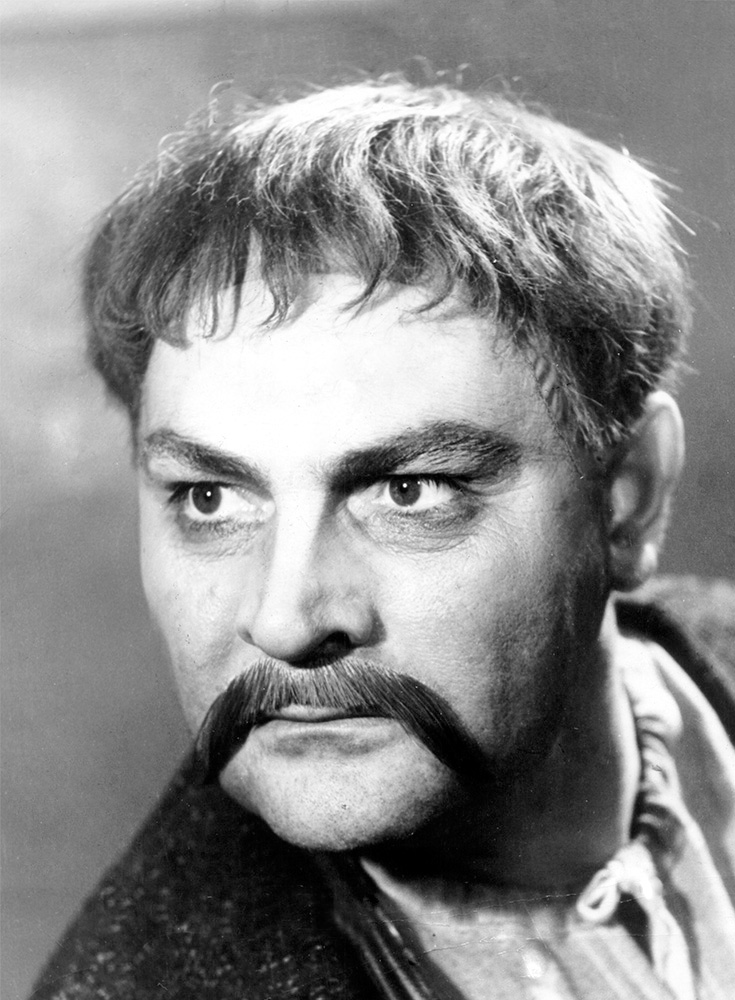
Вистава «Гайдамаки»

Виступав на сцені Одеського українського музично-драматичного театру.
Зіграв у кіно моряка в кінокартині «Голубі дороги» (1947), Охрименка в «Думі про Ковпака» (1975, «Хуртовина»).
3 1930 року працює в Одеському українському музично-драматичному театрі ім. Жовтневої революції.
З кінця 1930-х знімається на Одеській та Київській кіностудіях. Знявся в таких фільмах — 1938 — «Морський пост», 1947 — «Блакитні дороги», 1959 — «Зелений фургон», 1960 — «Хлопці з Канонерського [Архівовано 25 грудня 2019 у Wayback Machine.]», 1962 — «Дивна людина» («Чудак-человек») — оповідач, 1975 — «Дума про Ковпака», 1986 — «На золотом крильце сидели».

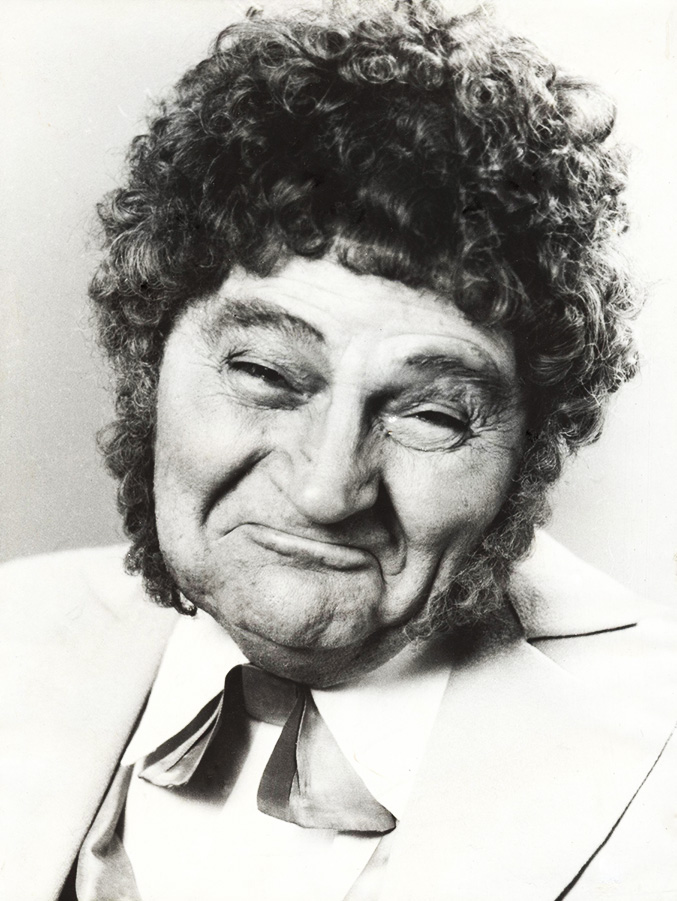
Вистава «Спадкоємці Рабурдена»

Виконавець наступних ролей у театрі — Безбородько, «Правда і кривда» Стельмаха, Гиря — «97» Миколи Куліша, Залізняк, «Гайдамаки» за Т. Г. Шевченком, В. І. Ленін — в п'єсах О. Корнійчука, М. Погодіна, М. Шатрова, Б. Горбатова Пунтіла — «Пунтіла та його слуга Маті» Бертольда Брехта, Ромодан — «Крила» Корнійчука, Самозванець — «Борис Годунов» Пушкіна, Свічка — «Свіччине весілля» Кочерги.

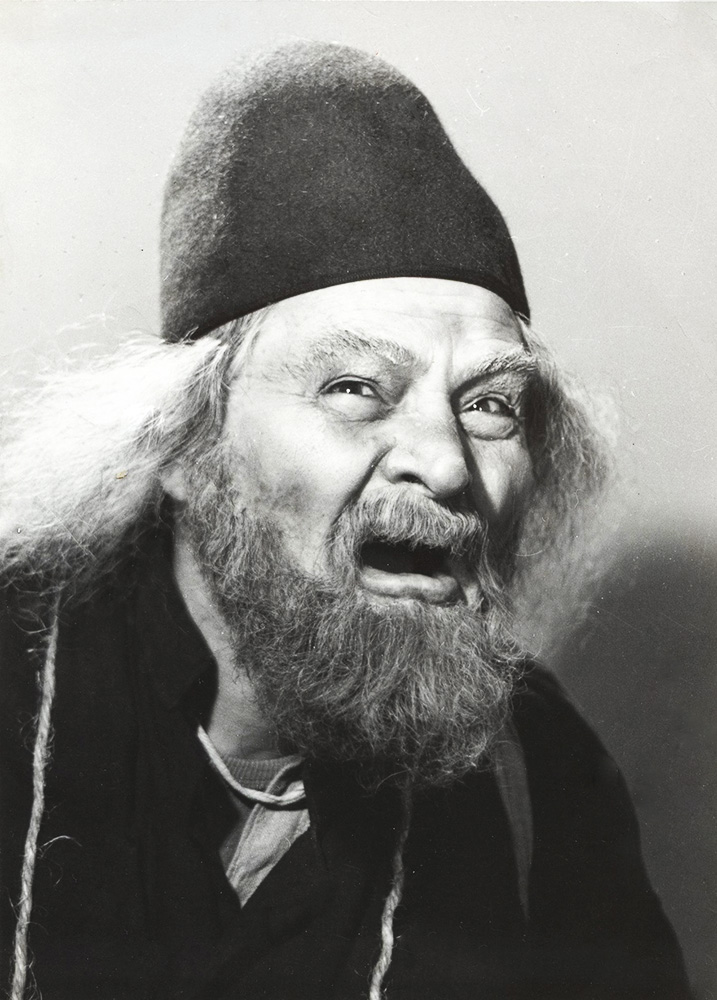
Вистава «Борис Годунов»

Нагороджений орденом Трудового Червоного Прапора та медалями, Народний артист УРСР.